# 道南十二館

道南十二館

道南十二館是日本列岛蝦夷地渡島半島存在的大和人领主的馆（城）的总称，在记录松前藩的历史的《新罗之记录》中记录了十二个馆，沿着渡島半島南部的海岸线分布。这些馆是阿伊努人和大和人商人交易的重要据点。

## 十二馆一览
| 馆名称           | 胡奢麻尹之战时的馆主                | 现位置                 | 筑造时间                        | 現況                         |
| ---------------- | ----------------------------------- | ---------------------- | ------------------------------- | ---------------------------- |
| 志苔館           | 小林太郎左卫门良景                  | 函館市志海苔町、赤坂町 | 14世紀後半                      | 1934年8月9日指定为史迹       |
| 宇須岸館（箱館） | 下国守護補佐河野加賀右衛門尉政通    | 函館市元町             | 1445年（推定）                  | 元町公園                     |
| 茂別館           | 下国守護下国安東八郎式部大輔家政    | 北斗市矢不来           | 1443年（推定）                  | 1982年7月3日指定为史迹       |
| 中野館           | 佐藤三郎左衛門尉季則                | 木古内町中野           |                                 | 詳細位置不詳                 |
| 脇本館           | 南條治郎少輔季継                    | 知内町涌元             |                                 | 詳細位置不詳                 |
| 穏内館           | 蒋土甲斐守季直                      | 福島町吉岡             |                                 | 1965年隨青函隧道工程而被破壞 |
| 覃部館           | 今井刑部少輔季友                    | 松前町東山             |                                 |                              |
| 大館（德山館）   | 松前守護下国山城守定季 相原周防政胤 | 松前町字神明、字福山   | 1400年（推定）                  | 1977年4月5日指定为史迹       |
| 禰保田館         | 近藤四郎右衛門尉季常                | 松前町館浜             |                                 |                              |
| 原口館           | 冈边六郎左卫门尉季澄                | 松前町原口             |                                 |                              |
| 比石館           | 厚谷右近将監重政                    | 上之国町石崎           |                                 |                              |
| 花澤館           | 上国守護蠣崎修理大夫季繁            | 上之国町上之国         | 約15世紀（1443年（嘉吉3年）？） | 2006年3月31日指定为史迹      |

上表中，「史迹」指的是根据日本文化財保護法第109条指定的国家史迹。

## 历史

### 前史
10世纪中叶，北海道渡岛半岛的日本海一侧，在阿伊努文化出现之前，产生了擦文文化和日本土師器文化结合的青苗文化。从鎌倉時代末期到室町時代中期，大和人不断移居渡岛半岛。考古资料显示，室町時代的14世纪后半，大和人才开始大规模进入北海道。此外，在中世紀的道南則有被稱為渡黨的集團居住於此。

### 館主割據與蠣崎氏崛起
在渡岛半岛居住的大和人处于津轻安東氏的支配之下。1454年，安東政季把属下的武将分配到12个馆。1456年任命茂别馆馆主安東家政为下国守护，大馆馆主下国定季为松前守护，花泽馆馆主蠣崎季繁为上国守护，统帅其他馆主。。
1457年（長祿元年）阿伊努人领袖胡奢麻尹团结了阿伊努人，向大和人发起了进攻，是为胡奢麻尹之战，十二馆有十个被攻占。次年，武田信广率领的军队战胜阿伊努军，十二馆成为交战时的据点。
1496年（明應5年），松前守護下国恒季被手下的蝦夷館館主們與武田信廣的嫡男蠣崎光廣以粗暴行為等罪名向安東氏控訴，並在同年11月被安東氏派兵所逼自盡，松前守護一職由輔佐恒季的相原季胤繼承。
1512年（永正9年），虾夷地东部的村长庶野訇時兄弟率领阿伊努人起兵，袭击了数个馆，但被上国守护蛎崎光广和其子蛎崎义广的军队逼退。隔年（1513年，永正10年）兄弟二人再度起兵並攻陷松前大館，相原季胤與其副將村上政義自盡，大館陷入空城狀態至1514年（永正11年）蠣崎光廣父子移居此地，經過幾番要請獲安東氏追認松前守護，認同蠣崎氏對來訪蝦夷地的大和人商船徵收運上租稅，並將其一半送往安東氏居城檜山。有學說認為下國恒季的誅殺與阿伊努人起兵皆為光廣為篡奪松前守護的計謀。

### 松前藩成立
1593年，蠣崎氏第6任当主蠣崎慶廣被丰臣秀吉任命为虾夷岛主，从安東氏独立，並冠姓松前氏。之后，北海道和人地在幕藩体制下成立了松前藩，馆主和家臣们移居松前城，此后十二馆渐渐荒废。

## 相關
- 北海道城堡列表（日语：北海道の城）
- 茶志（日语：チャシ）（阿依努城堡）
- 蝦夷管領
- 渡黨（日语：渡党）